# Tonje Larsen
Tonje Larsen (ur. 26 lutego 1975 w Tønsbergu) – norweska piłkarka ręczna, reprezentantka kraju. Grała na pozycji rozgrywającej. Występowała w norweskim Larvik HK. Jest brązową medalistką olimpijską z 2000 roku z Sydney.
Podczas Igrzysk Olimpijskich 2008 w Pekinie zdobyła mistrzostwo olimpijskie.

## Kluby
- 1998–1999  Viborg HK
- 1999–2015[1]  Larvik HK

## Sukcesy

### reprezentacyjne
- 1998:  mistrzostwo Europy
- 1999:  wicemistrzostwo Świata
- 2000:  brązowy medal Olimpijski
- 2008:  mistrzostwo olimpijskie
- 2008:  mistrzostwo Europy

### klubowe
- 2004:  brązowy medal mistrzostw Norwegii
- 2000, 2001, 2002, 2003, 2005, 2006, 2007, 2008, 2009, 2010, 2011, 2012, 2013, 2014, 2015:  mistrzostwo Norwegii
- 2000, 2003, 2004, 2005, 2006, 2007, 2009, 2010, 2011, 2012, 2013, 2014, 2015:  puchar Norwegii
- 2005, 2008:  puchar zdobywców pucharów
- 2009:  finalistka pucharu zdobywców pucharów
- 2011:  Liga Mistrzyń
- 2013, 2015:  finalistka Ligi Mistrzyń

## Nagrody indywidualne
- 2008: najlepsza lewa rozgrywająca Mistrzostw Europy w Macedonii.